# Bézues-Bajon
Bézues-Bajon is een gemeente en dorp (fr.commune) in het Franse departement Gers (regio Occitanie). De commune telt 211 inwoners (2008). De plaats maakt deel uit van het arrondissement Mirande.

## Geografie
De oppervlakte van Bézues-Bajon bedraagt 13,2 km², de bevolkingsdichtheid is 16 inwoners per km². De Arrats de devant stroomt door de gemeente. Het dorp is gelegen aan de D139.
De onderstaande kaart toont de ligging van Bézues-Bajon met de belangrijkste infrastructuur en aangrenzende gemeenten.

## Demografie
Onderstaande figuur toont het verloop van het inwonertal (bron: INSEE-tellingen
).